# Beleuvenissen
De Beleuvenissen zijn een muziekfestival in het historisch stadscentrum van de Vlaams-Brabantse stad Leuven. Het festival bestaat uit een reeks concerten die op verschillende vrijdagavonden in de maand juli georganiseerd worden. In het verleden vond het festival elke vrijdag van juli plaats op vijf pleinen in de binnenstad. Sinds 2014 worden de Beleuvenissen verspreid over drie vrijdagen en drie podia.

## Geschiedenis
Leuven is een Vlaamse studentenstad. Doordat jaarlijks heel wat studenten tijdens de zomervakantie huiswaarts keren, stond de zomer lange tijd bekend als een periode waarin er amper iets te beleven viel in de stad. Om de tijdelijke uittocht van studenten op te vangen en de lokale horeca te stimuleren, besloot het stadsbestuur in de jaren 1980 om verschillende zomerevenementen te organiseren. In 1982 werd het muziekfestival Marktrock opgericht en zeven jaar later werden voor het eerst de Beleuvenissen – een porte-manteau van de woorden Leuven en belevenissen – en het culinair evenement Hapje-Tapje georganiseerd. 
De Beleuvenissen werden aanvankelijk elke vrijdag van juli georganiseerd en vonden plaats op vijf of meer pleinen in de binnenstad (Oude Markt, Grote Markt, Vismarkt, Mathieu de Layensplein, Hogeschoolplein, Jozef Vounckplein). In de beginjaren bestond het festival uit thema-avonden. Zo werd er elke vrijdag een ander muziekgenre (meestal jazz, folk en tropical) als leidraad gebruikt voor de programmatie.
In 2014 werd het gratis muziekfestival om budgettaire redenen ingekort tot drie dagen en beperkt tot live-optredens op drie pleinen (Oude Markt, Grote Markt, Vismarkt). Sindsdien worden er op de overige pleinen, en in enkele nabijgelegen straten, enkel nog kleinere optredens georganiseerd. Ook de thema-avonden werden in 2014 afgeschaft.
In 2015 werd het festival een onderdeel van Het Groot Verlof, een verzamelnaam voor de evenementen die de stad Leuven tijdens de zomervakantie organiseert. Sinds het verdwijnen van Marktrock (1982–2015) vormen de Beleuvenissen het grootste muziekfestival van Leuven.

## Editie 2019
De Beleuvenissen van 2019 vinden op 12, 19 en 26 juli plaats op de Oude Markt, Grote Markt en Vismarkt.

## Bekende artiesten
Een overzicht van enkele bekende artiesten die op de Beleuvenissen hebben opgetreden:
| Editie | Artiesten                                                                                                  |
| ------ | --- |
| 2005   | Laïs, Natalia, Paul Michiels, Blue Blot                                                                    |
| 2006   | Rick de Leeuw & Jan Hautekiet, Stef Bos, Isabelle A, Belle Perez                                           |
| 2007   | Urban Trad, David Linx, Les Truttes, Stan Van Samang, Clouseau                                             |
| 2008   | Bart Herman, Jo Lemaire, Bart Peeters, De Kreuners                                                         |
| 2009   | Sergio, Eva De Roovere, Sam Bettens, Will Tura, Natalia                                                    |
| 2010   | Big Bill, Kate Ryan, Milk Inc., Frank Boeijen                                                              |
| 2011   | Tom Dice, DAAN, Angelo Branduardi, Toots Thielemans                                                        |
| 2012   | Rob de Nijs, Bonnie St. Claire, Stijn Meuris, Hooverphonic                                                 |
| 2013   | Milk Inc., Urban Trad, Natalia, Raymond van het Groenewoud                                                 |
| 2014   | Stijn Meuris, Clouseau, Axelle Red, Arno                                                                   |
| 2015   | Discobar Galaxie, Urbanus & De Fanfaar, Paul Michiels, Scala & Kolacny Brothers                            |
| 2016   | Discobar Galaxie, Arbeid Adelt!, Novastar, Stef Bos, Helmut Lotti, The Human League, Praga Khan vs Buscemi |
| 2017   | Alison Moyet, The Bootleg Beatles, Hooverphonic, Tout Va Bien                                              |
| 2018   | Billy Ocean, De Kreuners, Ozark Henry, Isolde Lasoen, Blanche, Slongs Dievanongs, Discobar Galaxie         |
| 2019   | Fun Lovin' Criminals, Kid Creole & The Coconuts, Lady Linn, The Van Jets, Dr. Lektroluv                    |